# ジャンプ (マドンナの曲)
「ジャンプ」(Jump) は、マドンナが2005年に発表したアルバム『コンフェッションズ・オン・ア・ダンスフロア』に収録された楽曲。2006年に同アルバムから4枚目のシングル・カットとしてリリースされた。

## 概要
カップリングにお蔵入りとなっていた「ヒストリー」を収録。
PVはマドンナ自身初となる東京での撮影を敢行。2006年9月、「Confessions Tour」のための滞在中に極秘に撮影されたものである。ダンサー（パルクールパフォーマー）は歌舞伎町や渋谷、横浜などで撮影。マドンナは、新宿のネオン街をイメージしたセットで激しく踊る。

## 収録曲
US CDシングル
1. Jump (Radio Edit) - 3:22
2. Jump (Jacques Lu Cont Mix) - 7:47
3. Jump (Axwell Remix) - 6:38
4. Jump (Junior Sanchez's-Misshapes Mix) - 6:49
5. Jump (Extended Album Version) - 5:09
6. History - 5:55